# 黑鰓錦燈魚
黑鰓錦灯鱼（学名：Centrobranchus nigroocellatus）为輻鰭魚綱燈籠魚目灯笼鱼科錦灯鱼属的鱼类。分布於大西洋及太平洋海域，屬深海魚類，深度可達700公尺，本魚背鰭軟條9-11枚;臀鰭軟條16-19枚;脊椎骨35-40枚，體長可達5公分。

## 扩展阅读
維基物種上的相關：黑鰓錦灯鱼